# Kaymaklı
Kaymaklı és una de diverses ciutats subterrànies (Derinkuyu, Mazi i Özkonak) i abandonades a la regió de Capadòcia, a Anatòlia Central, Turquia. Degué ser construïda entre els s. V i X. Tot i que la falta de decoració i documentació fa difícil fixar aquestes dates, i ha estat ocupada per diverses cultures al llarg dels segles. La funció principal era aixoplugar els habitants de la regió en cas d'invasions. La posició estratègica al centre de la regió de Capadòcia (a 20 km al sud de Nevşehir), la feia un refugi fàcilment assolible per als habitants.
La ciutat fou furgada en el feble subsol cendrós de Capadòcia. Aquesta arribà a una grandària tal que podia rebre centenars de persones, arrecerant-les fins a sis mesos. Té nou nivells subterranis descoberts fins ara, dels quals els quatre superiors estan oberts al turisme. Els inferiors romanen parcialment obstruïts, o reservats per a investigadors. Fou descoberta el 1964.
Té una sola entrada; però una vegada al subsol, s'estén per 2,5 km². Dins hi ha àrees destinades a magatzems d'aliments, estables, cisternes, caves, cuines, esglésies i també sepultures disposades en un laberint de túnels i escales. A les cuines, s'aprecia com les parets i el sostre s'han impregnat de sutge. A les esglésies hi ha restes dels frescs romans d'Orient que les adornaven.

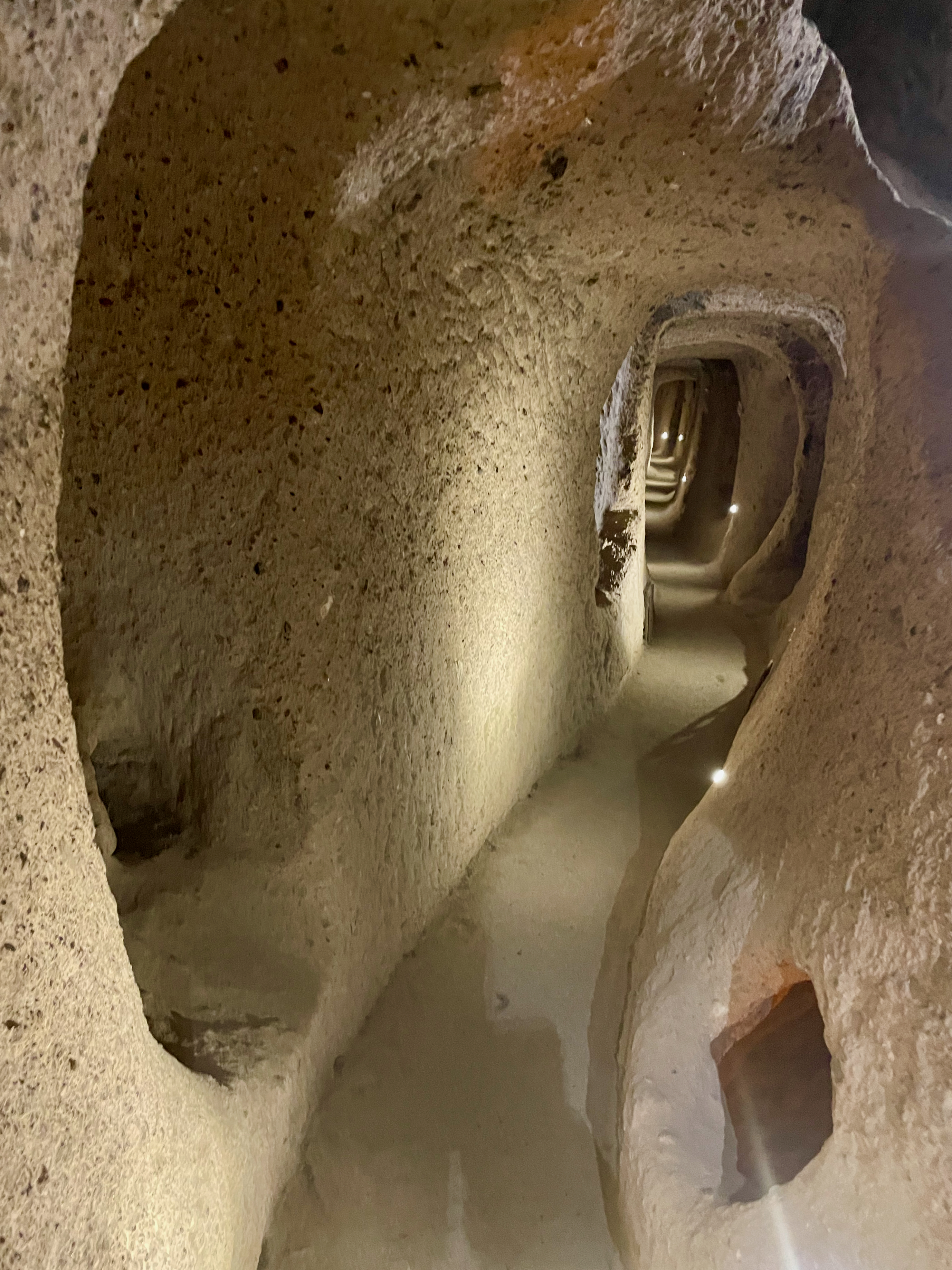
Passadís a Kaymaklı

La ciutat té pous de ventilació. L'entrada és protegida per una pedra en forma de disc que es feia girar per bloquejar el pas, i només podia fer-se girar des de dins. Un segon disc protegeix la ciutat, uns metres més endins sobre el túnel d'entrada: com a "doble seguretat" en cas que la primera entrada fos franquejada. Hi ha un túnel subterrani en direcció a la veïna ciutat subterrània de Derinkuyu (a 9 km al sud), tot i que el túnel no ha estat totalment alliberat; i no se sap si en la pràctica existia comunicació subterrània entre aquests dos refugis.
Kaymaklı i la seva veïna Derinkuyu formen part del Parc Nacional de Göreme i jaciments rupestres de Capadòcia triat per la Unesco com a Patrimoni de la Humanitat l'any 1985.